# Фуггеры
Фуггеры (нем. Fugger) — крупнейший, наряду с Вельзерами, торговый и банкирский дом Германии XV—XVII веков, который вёл дела по всей Европе и за её пределами. По мнению ряда исследователей, деятельность Фуггеров — высшая точка в развитии раннего европейского капитализма.
После банкротства в начале XVII века Фуггеры переродились из предпринимателей в крупных землевладельцев Швабии. Бабенхаузенская и глёттская ветви Фуггеров были удостоены княжеского титула (в 1803 и 1913 годах соответственно). При роспуске Священной Римской империи все Фуггеры были медиатизованы.

## История

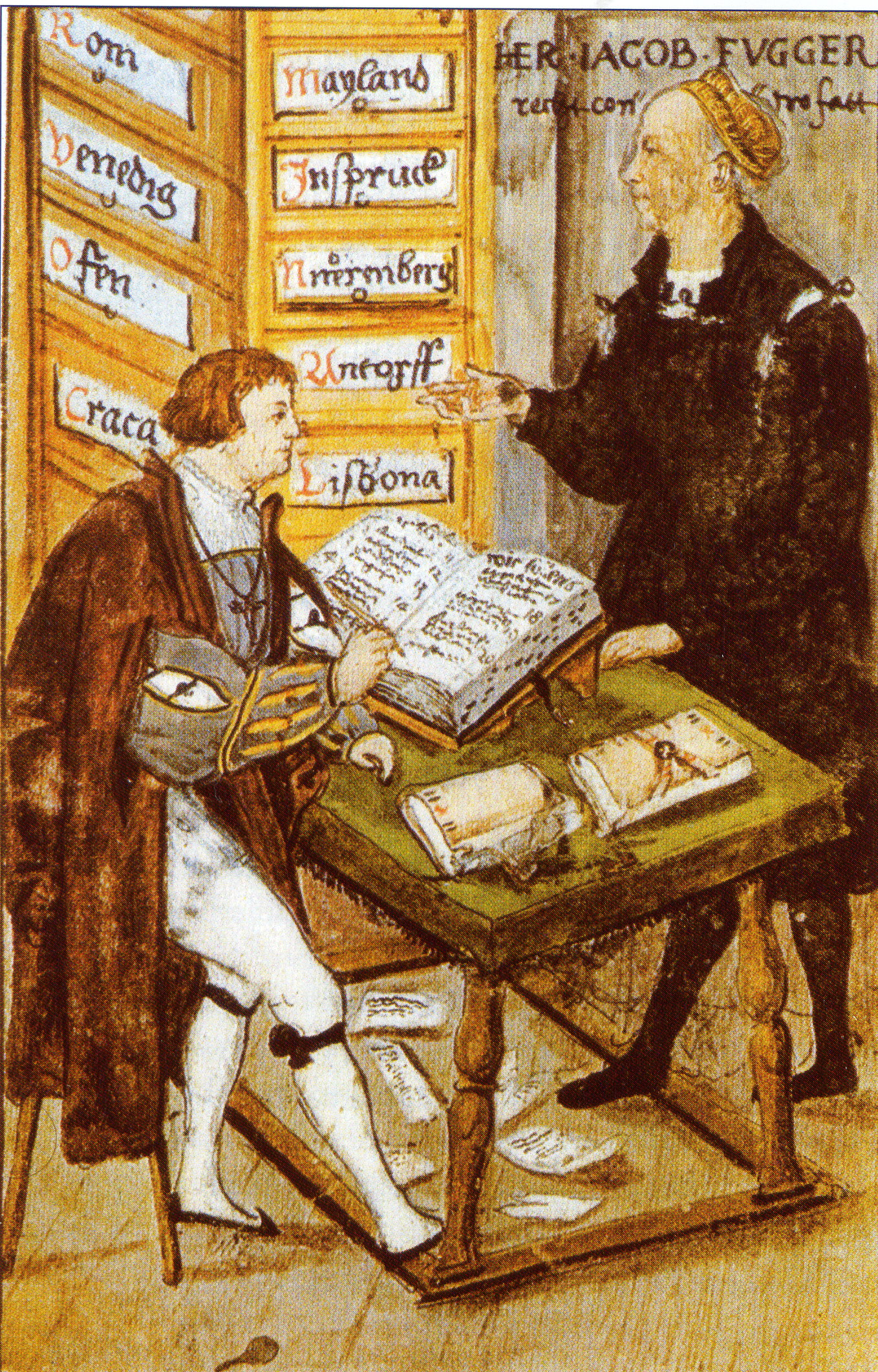
Бухгалтер Маттеус Шварц за работой в конторе Якоба Фуггера (1517)

Фуггеры вышли из среды деревенских ткачей. Родоначальник фамилии Ганс Фуггер в 1367 году переселился в Аугсбург и записался в цех ткачей. Затем, наряду с ремеслом, стал торговать тканями и пряжей. Следующие поколения Фуггеров занимались преимущественно торговлей тканями и снабжали ткачей Аугсбурга сырьём из Венеции.
У Ганса Фуггера было два сына:
- Якоб Старший, основатель линии Фуггер фон Лилия
- Андреас Фуггер, основатель линии Фуггер фон Рех

Наибольшего размаха деятельность Фуггеров достигла при Якобе Богатом (1459—1525). Он не боялся рисковать и, начиная с 1488 года, постепенно прибрал к рукам всю добычу серебра и меди в Тироле, а также в Венгрии. В последние десятилетия XV в. и особенно в XVI в. вместе с иными южнонемецкими торговыми фирмами — Гохипеттерами, Розенбергами, Унгельтерами и др. начали осваивать австрийскую горную и металлургическую промышленность. Конторы Фуггеров открылись в Антверпене и Риме. Большие доходы приносили откупы с испанских рыцарских орденов, которые занимались колонизацией Нового Света, а также добыча ртути и киновари в Альмадене. Фуггеры выступали и как ростовщики: с 1488 года они предоставляли крупные денежные кредиты Габсбургам, снабжали деньгами папу римского.

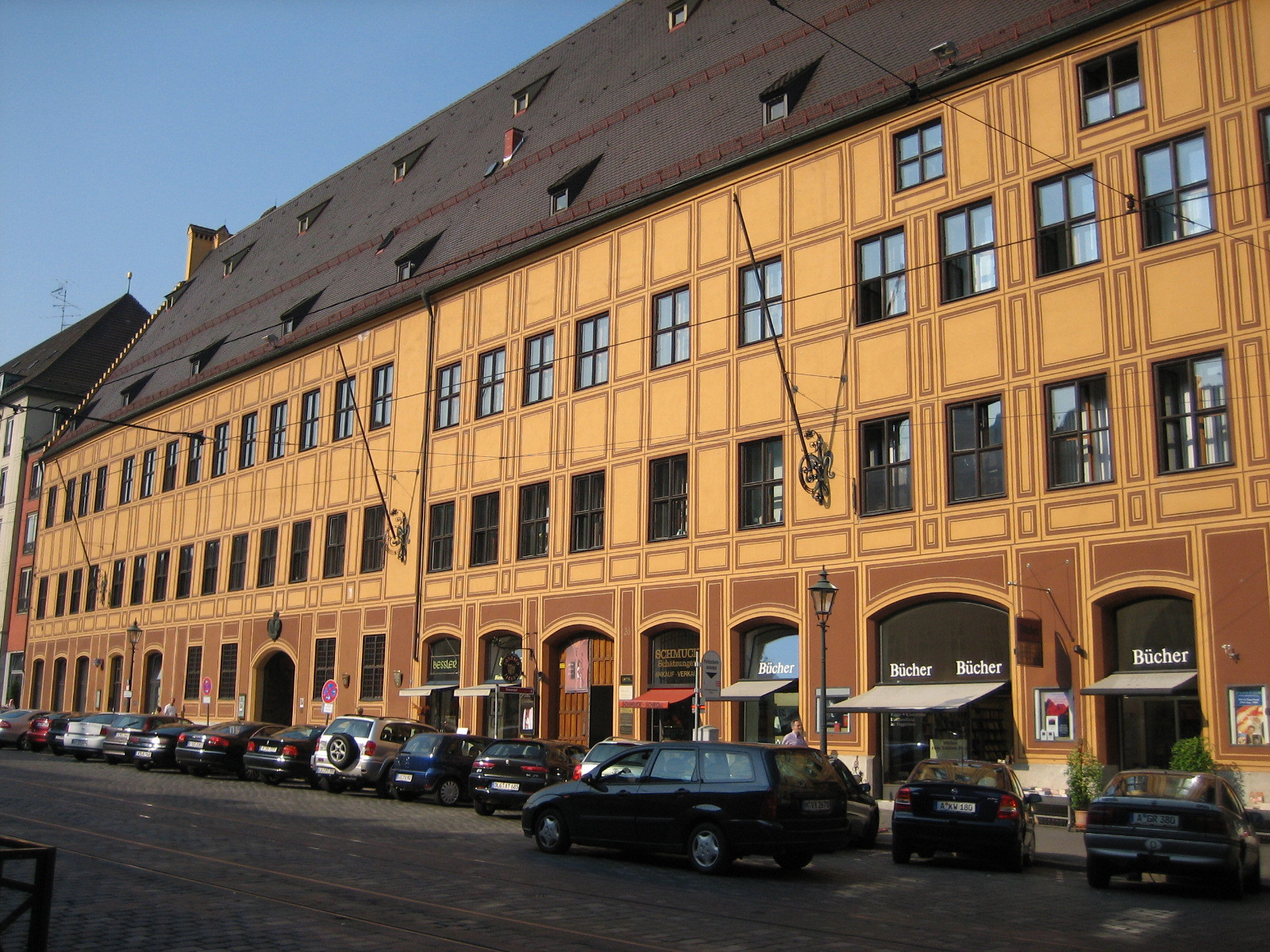
Фуггерхаузер в Аугсбурге — первое ренессансное здание к северу от Альп, ныне резиденция князей Фуггер-Бабенхаузен. Во время Аугсбургского рейхстага (1518) Каэтан допрашивал здесь Лютера

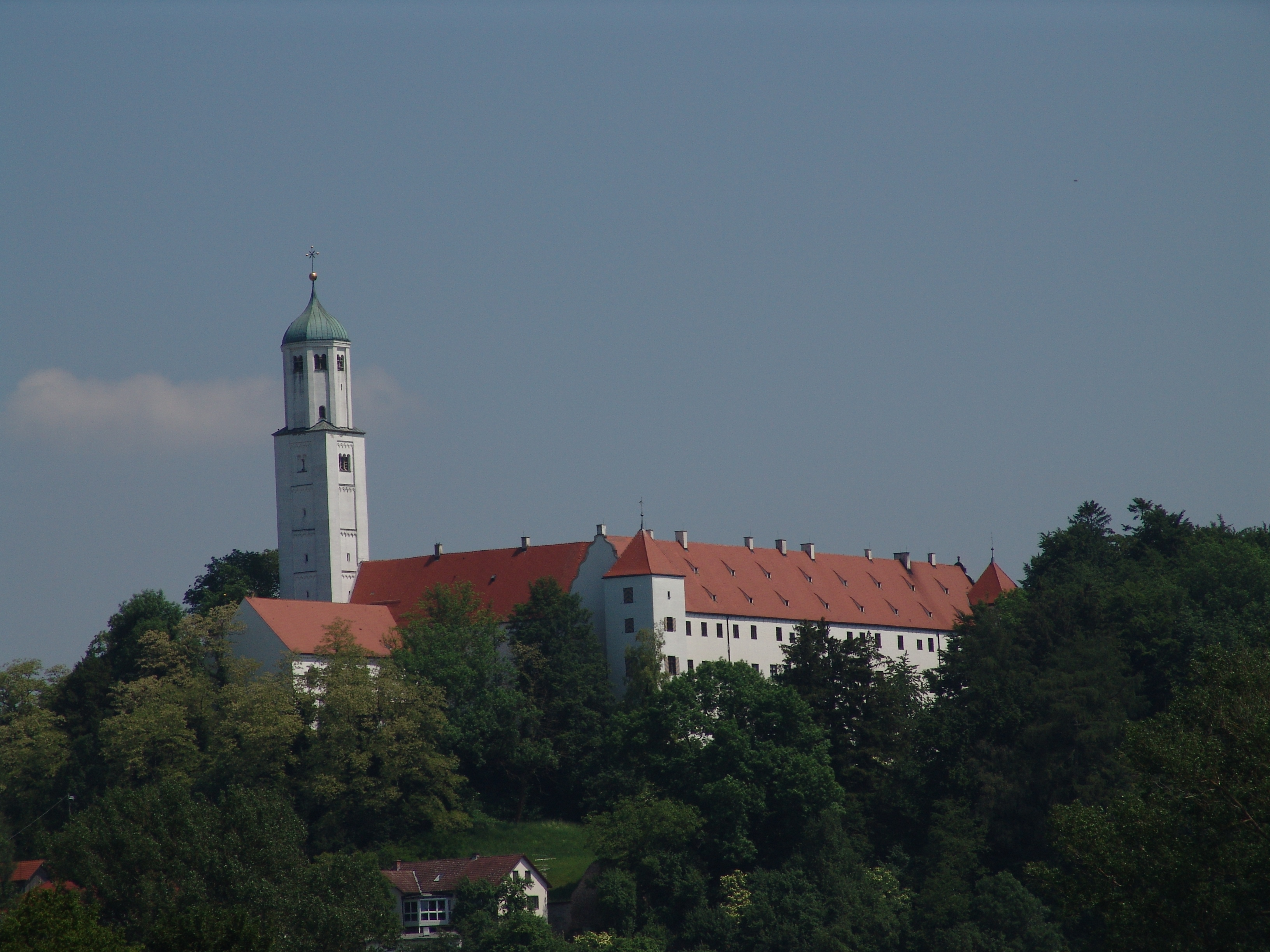
Замок Фуггеров в Кирхгайме

Преемник Якоба во главе семейного дела, Антон Фуггер (1493—1560), вёл дела гораздо более осторожно. Получив за оказанные императору услуги дворянство, он искусно маневрировал между католической и протестантской партиями в хитросплетениях немецкой политики времён Реформации. Благоприятные условия в XVI веке на мировом рынке серебра и меди принесли Фуггерам колоссальные доходы: с 1511 по 1546 года их капитал увеличился с 200 тыс. до 7 млн гульденов. Начиная с 20-х годов Фуггеры приобретали паи горных предприятий Тироля, также покупали и строили новые плавильни.
После невозможности оплатить свою задолженность, Карл предоставил Фуггерам в аренду половину колоссальных земельных владений испанских духовно-рыцарских орденов. Торговля хлебом почти на четверть оказалась в руках Фуггеров, что привело к резкому повышению цен на хлеб. На полученных ими землях находились крупнейшие в Европе ртутные и цинковые предприятия.
Во второй половине XVI века Фуггеры поплатились за свою преданность Габсбургам восемью миллионами гульденов — цифрой, по тому времени, колоссальной. Испанская колониальная империя несколько раз объявляла о банкротстве; каждый новый дефолт приносил Фуггерам грандиозные убытки. Их кредит быстро падает в 30-х и 40-х годах XVII в., и к середине столетия существованию фирмы наступает конец. Глубинной причиной разорения Фуггеров было развитие треугольной торговли, которую взяли в свои руки противники Габсбургов, англичане и голландцы, а также общий упадок горнорудного дела в Европе.

## Значение
Несмотря на критику деятельности Фуггеров в Испании и других странах, банкиры способствовали развитию горнорудных технологий, а также построили в Аугсбурге комплекс жилья для бездомных и бедных, называющийся Фуггерай и являющийся первым в мире поселением рабочих социального типа.
Согласно энциклопедическому словарю Брокгауза и Ефрона, заслуги Фуггеров на почве покровительства наукам и искусствам не могут идти в сравнение с деятельностью итальянских меценатов, однако среди немецких современников не было равных им и на этом поприще. Уже у Якоба Фуггера была большая библиотека. Капелла Фуггеров в аугсбургской церкви св. Анны — первый в Германии памятник архитектуры Возрождения.
Иероним Фуггер прославился собирательством произведений искусства и положил начало первой коллекции антиков в Германии. Гансу Якову Фуггеру принадлежат сочинения по истории Габсбургов и Фуггеров. Маркус Фуггер написал книгу о коневодстве.

## Современные Фуггеры
Ещё в XVI веке, получив дворянство, Якоб Фуггер принялся скупать земли в Швабии, рассчитывая со временем приобрести место и голос в совете имперских князей. Его потомки продолжали оставаться весьма крупными землевладельцами на протяжении XVIII и XIX веков. Основные земли Фуггеров лежали в Швабии к югу от Дуная.
У Антона Фуггера был старший брат, от которого произошла линия графов Фуггер-Кирхберг-Вайсенхорн; её последний представитель умер в 1985 году. От самого Антона происходят глёттская и бабенхаузенская линии рода. Последний из глёттских Фуггеров, женатый на принцессе дома Гогенцоллернов, умер в Баварии в 1981 году. Глава рода Фуггер-Бабенхаузен в 1970-е годы отказался от княжеского титула, заключив брак с неравнородной, по старинным понятиям, княжной Полиньяк и приняв её фамилию. Ныне во главе рода стоят его младшие братья, женатые на равных им по рождению княжнах из родов Эттинген и Лобковиц.
Семья Фуггеров и в XXI веке занимается финансами. В Германии существует небольшой банк Фуггеров.

## Родословное древо Фуггеров
| Якоб Старший фон Лилия (von der Lilie) (1398—1469) |

| Ульрих Старший (1441—1510) |

| Георг (1453—1506) |

| Якоб Богатый (1459—1525) |

| Ульрих Младший (1490—1525) |

| Раймунд (1489—1535) |

| Антон (1493—1560) |

| Ганс Якоб (1516—1575) |

| Георг (1518—1569) |

| Ульрих (1526—1584) |

| Маркус (1529—1597) |

| Ганс (1531—1598) |

| Якоб (1542—1598) |

| Зигмунд (ум. 1600) |

| Филипп Эдуард (1546—1618) |

| Октавиан Секундус (1549—1600) |

| Кристоф (1566—1615) |

| Якоб (1567—1626) епископ Констанца |

| Генрик Мария (1886—1959) |